# 圣路易斯-贡萨加
圣路易斯-贡萨加是巴西南大河州的一个市镇。总面积1297.922平方公里，总人口34487人，人口密度26.6人/平方公里。